# Ledsyn
Ledsyn innebär att man har tillräckligt god förmåga att se för att kunna orientera sig i sin omgivning. Den som drabbas av en allvarlig synnedsättning och inte söker hjälp i tid riskerar att endast ha ledsynen kvar till slut. Enbart ledsynen ger inte en särskilt god syn, utan den drabbade kan vara i behov av ett ökat stöd i form av till exempel synhjälpmedel eller hemtjänst. En person som har drabbats av en synskada men vars ledsyn fortfarande är relativt bra, kan ibland klara av att cykla, men kan ha desto svårare att delta i exempelvis bollspel.

## Referenslista
1. ↑  ”Ledsyn - Medicinsk Ordbok” (på svenska). medicinskordbok.se. Arkiverad från originalet den 26 mars 2017. https://web.archive.org/web/20170326050818/http://medicinskordbok.se/component/content/article/9-b/54337-ledsyn. Läst 25 mars 2017.
2. ↑  ”När synen inte går att rädda | Rädda Synen”. www.raddasynen.se. Arkiverad från originalet den 26 mars 2017. https://web.archive.org/web/20170326051259/http://www.raddasynen.se/Ogonsjukdomar--Symptom/Vat-AMD/Nar-synen-inte-gar-att-radda/. Läst 25 mars 2017.
3. ↑  Region Norrbotten. ”Klassificering av synskada”. https://vis.nll.se/process/vard/Dokument/vard/V%C3%A5rdrutiner/Diagnos/ICD10/Klassificering%20av%20synskadekategorier.pdf. Läst 25 mars 2017.